# Pheidole cavifrons
Pheidole cavifrons är en myrart som beskrevs av Carlo Emery 1906. Pheidole cavifrons ingår i släktet Pheidole och familjen myror.

## Underarter
Arten delas in i följande underarter:
- P. c. cavifrons
- P. c. longior